# Ким Мин Хёк (февраль 1992)
Ким Минхёк (кор. 김민혁, общепринятая латинская транскрипция — Kim Minhyeok; 27 февраля 1992, Сеул, Республика Корея) — корейский футболист, защитник клуба «Чонбук Хёндэ Моторс» и сборной Республики Корея.
Он принимал участие в чемпионате мира до 20 лет в 2009 году; профессиональную карьеру начал в японском клубе «Саган Тосу» с 2014 года.